# The Big Come Up
Albums de The Black Keys
Thickfreakness
(2003)
The Big Come Up est le premier album du groupe américain de blues rock The Black Keys, sorti en 2002 sur le label Alive Records. Le morceau I'll Be Your Man est le thème de la série télévisée Hung.

## Musiciens
- Dan Auerbach - guitare, chant
- Patrick Carney - batterie

## Titres
Tous les morceaux sont des compositions de Dan Auerbach et de Patrick Carney sauf indication contraire.

### Version CD
1. Busted - 2:33 - (Skinny Woman de R.L. Burnside)
2. Do the Rump - 2:37 - (Junior Kimbrough)
3. I'll Be Your Man - 2:20
4. Countdown - 2:38
5. The Breaks - 3:02
6. Run Me Down - 2:27 - (McKinley Morganfield)
7. Leavin' Trunk - 3:00 - (traditionnel)
8. Heavy Soul - 2:08
9. She Said, She Said - 2:32 - (John Lennon,  Paul McCartney)
10. Them Eyes - 2:23
11. Yearnin' - 1:58
12. Brooklyn Bound - 3:11
13. 240 Years Before Your Time - 23:20

### Face A
1. Busted - 2:33 - (Skinny Woman de Burnside)
2. Do the Rump - 2:37 - (Kimbrough)
3. I'll Be Your Man - 2:20
4. Countdown - 2:38
5. The Breaks - 3:02
6. Run Me Down - 2:27 - (Morganfield)
7. She Said, She Said - 2:32 - (Lennon,  McCartney)

### Face B
1. Heavy Soul - 2:08 - (version alternative)
2. Yearnin' - 1:58 - (version alternative)
3. No Fun - 2:33 - (The Stooges)
4. Them Eyes - 2:23 - (version alternative)
5. Leavin' Trunk - 3:00 - (traditionnel)
6. Brooklyn Bound - 3:11
7. 240 Years Before Your Time - 23:20

## Personnel
- Patrick Boissel - pochette
- Robert Kramer - photographie de la pochette
- Dave Schultz - mastering